# Tjeti
Tjeti ist ein altägyptischer Personenname.
- Sabu Tjeti, „Hoherpriester des Ptah“ während der 6. Dynastie
- Tjeti (Vorsteher der Torwache), Beamter in der Ersten Zwischenzeit
- Tjetiaa, Gaufürst in der Ersten Zwischenzeit